# ヒューマン国際大学機構
ヒューマン国際大学機構（ヒューマンこくさいだいがくきこう）は、東京と大阪に校舎をもつ、ヒューマンアカデミーの留学準備機関であり、カンパニースクールという形態をとっている。 略称は HIUC である。

## 運営内容
1. 提携校であるニューヨーク州立大学・カリフォルニア州立大学などの米国大学および英国国立大学・オーストラリア国立大学・カナダ国立大学の情報の掲示、学生募集、入学試験の実施、留学手続事務等の日本における事務局の運営
2. 海外大学・大学院進学予定者に対する TOEFL対策およびカレッジスキル習得の提供
3. 各都道府県の高校・大学とのエクステンションプログラム（ニューヨーク州立大学の一般教養の模擬授業の提供など）

## 概要
1. ヒューマン国際大学機構は、1989年に、ヒューマン・グループとナショナルアメリカン大学（当時ナショナルカレッジ）との学術提携によって、ナショナル大学日本校として1990年に大阪で開校。その後、留学提携教育機関の拡充により、1995年に校名をヒューマン国際大学JAPANに改称、1996年に東京校を開設、現在に至る。
2. 1990年の開校以来、一貫して海外大学への正規留学を前提とした教育を行い、すでに4,200名以上の学生が、本学を通じて海外大学への正規留学を果たす。さらに2004年5月1日より、各国の教育機関と連携し、世界的な広がりを持つ教育機関の連合体の中で一人ひとりの学生を育てていこうという国際規模の大学機構として、ヒューマン国際大学JAPANから新たにヒューマン国際大学機構へ校名変更。

## 沿革
- 1990年 - 米国サウスダコタ州National American Universityとの学術提携により大阪にてナショナル大学日本校を開校
- 1994年 - 米国フロリダ州を本校とし、ヨーロッパ6都市に分校を持つシラー国際大学が提携校に加わる
- 1995年 - 提携校拡充のため、ナショナル大学日本校をヒューマン国際大学JAPANに改組。同年、東京・新宿にて東京校を開校
- 1998年 - アメリカ私立名門大学リーグUIAと提携
- 1999年 - ニューヨーク州立大学システムと提携
- 2001年 - イギリス・オーストラリアとの提携協力を開始。イギリス国立大学レスター大学やUCCA芸術大学、オーストラリア公立大学のサンシャインコースト大学やウエストシドニー大学などが提携校として新たに加わる。
- 2002年 - オーロラインターナショナルグループとの提携協力関係により、ビクトリア大学等のカナダ公立大学が提携協力校に加わる。英国国立ウェールズ大学の認証により、英国国立ウェールズ大学経営大学院MBA（日本語）プログラムを東京に開校
- 2003年 - ヒューマンアカデミーのアメリカ法人at human USAを設立。また同時に語学学校“ヒューマンインターナショナルアカデミー サンディエゴ校”を開校。英国国立ウェールズ大学経営大学院MBA（日本語）プログラムを大阪に開校、世界中から参加可能な英国国立ウェールズ大学経営大学院MBA（日本語）遠隔教育プログラムを開始
- 2004年 - 提携協力大学は100校を越える。また同年カリフォルニア州立大学機構が提携校に加わり、アメリカ東西の2大大学機構がヒューマン国際大学機構の提携校となる。またオーストラリアの大学4大学とも提携開始。
- 2005年 - ニューヨーク州立大学・カリフォルニア州立大学との協力により、海外大学特別進学科を開設。
- 2006年 - 州立モンタナ、セントラルミズーリ州立大学との提携。
- 2007年 - 大阪校がTOEFL-iBTテスティングセンターとして認定される。
- 2008年 - 総合学園ヒューマンアカデミー、ナショナルアメリカン大学、ヒューマン国際大学機構の共同開発プログラム「スポーツトレーナー米国大学プログラム」を開設。ニューヨーク州立大学オネオンタ校、ニューヨーク州立大学ジェネシーコミュニティーカレッジとの提携
- 2009年 - 海外の難関大学を目指す海外難関大学進学科を開設。ニューヨーク州立大学フレドニア校と提携。
- 2010年 - HIUCハイスクールをヒューマン国際大学機構の付属校として開校。ニューヨーク州立大学オルバニー校とネブラスカ大学カーニー校と提携。
- 2011年 - オレゴン州立大学、サウスフロリダ大学と提携。
- 2012年 - コロラド州立大学と提携。
- 2013年 - マサチューセッツ大学3校、ジェームズマディソン大学と提携。
- 2014年 - オーストラリア国立大学、マーシャル大学、ジョージ・メイソン大学と提携。語学学習サービスの国際規格である「ISO29991：2014」の認証を取得。グローバル教育提供機関（ヒューマン国際大学機構における語学学習サービス及びヒューマンアカデミー日本語学校における日本語学習サービス）においての認証取得は日本初。
- 2015年 - ニューヨーク州立大学ブロックポート校と提携

## プログラム
ヒューマン国際大学機構の留学準備教育の目的は、「英語力」「カレッジスキル」「プレースメント」の3点に要約することができる。
「英語力」
英語圏の大学に進学し、学習内容を理解するために必要な英語力を身につける。英語圏の大学に入学するためには、TOEFL®テストまたはIELTSなどの英語能力判定試験で大学が要求する基準点以上の成績を取得する必要がある。しかし、基準点は入学の最低条件であり、基準以上の点数を取得していても、海外大学で履修し、かつ、適切な成績を維持するためには、試験では測れない、総合的かつ広範な英語の運用能力を高める必要がある。HIUCのESL（集中英語講座）の目的は、聴く・話す･読む・書くという、英語を使いこなすための4技能をバランスよく向上させるとともに、TOEFL®テストやIELTSなどの英語力判定試験のスコアを向上させることにある。HIUCで開講する一般教養講座では、それぞれの分野で豊富な教育経験を有する講師陣が、実際の海外大学レベルの講義を展開。ここで取得した単位は､各提携大学の卒業単位の一部として留学時に互換される。
「カレッジスキル」
英語圏の大学で適切な学業成績を維持するための「技術」を身につける。カレッジスキルは、スタディスキルとも呼ばれ、大学教育で成功を収めるための学習技術や物事の考え方を指す。特に日本の教育スタイルと異なる英語圏の大学に進学する場合、カレッジスキルを身につけているかどうかが、進学後に適切な成績を維持するための重要なポイントとなる。海外では高校在学中や大学入学時に、カレッジスキルを身につけるための講座を受講し、大学での授業に備えている。HIUCのカレッジスキルは、卒業をすることが困難と言われている海外の大学をより良い成績を維持し卒業することを目的として集中英語講座で実践されている。
「プレースメント」
学生の適性、能力、保護者の条件に応じた適切な大学を選ぶ方法を身に付ける。正確な留学知識や各専攻の履修内容を知ることで、本当に自分に適した専攻、大学はどこかということを学生自身が考え、判断できるようになることが重要である。HIUCでは、学生一人ひとりの希望や保護者の方の条件に最適な4年制・2年制大学へ進学させるための、個別カウンセリングを定期的に実施。これまでに多くの学生が、このカウンセリングを経て、入学時に希望していた専攻や留学先を変更している。これは、HIUCが留学先を限定されてしまう「海外大学日本校」や「海外大学出先機関」とは違い、学生が目標に向かってスタートすることのできる最適な留学先を見つけられるようサポートしているためである。

## コース
海外大学現役進学科
高等学校・大学在学中から通学と遠隔教育、TOEFL®対策を受講し、高等学校卒業と同時に海外大学へ進学する。
海外大学進学科
高等学校卒業後、東京・大阪の校舎でESL（集中英語講座）とTOEFL®対策を受講し、海外大学へ進学する。
海外大学編入科（通信・夜間あり）
大学生・社会人対象のコース。東京か大阪の校舎でESL（集中英語講座）とTOEFL®対策を受講し、国内大学で取得した単位を海外大学に互換し、海外大学へ編入する。

## 学校設備
- 大阪校：教室・パソコンルーム・図書室・自習室・カウンセリングルーム
- 東京校：教室・パソコンルーム・カウンセリングルーム・自習室

※東京校、大阪校ともに提携寮や提携マンション有り

## 学生生活
海外大学進学科の学生生活
- 4月 - 入学式
- 7月 - サマーパーティー
- 8月 - 留学セミナー
- 10月 - ハロウィンパーティー
- 11月 - 留学説明会
- 2月 - 修了会
- 3月 - 留学直前説明会
- 4月 - 壮行会

## 卒業後の就職サポート
ヒューマン国際大学機構では、学生が希望する就職を実現できるようサポート体制を整えている｡全国で就職実績のあるヒューマングループのネットワークを活かして、年間を通じて卒業生をバックアップ｡また、世界に広がるネットワークで海外からの情報も入手し、インターネットを活用した情報提供で、留学中の就職活動もサポート｡

## 主な提携校・進学先
- アメリカ
  - ニューヨーク州立大学
  - カリフォルニア州立大学
  - オレゴン州立大学
  - サンフランシスコ州立大学
  - モンタナ大学
  - マサチューセッツ大学
  - ジェームズ・マディソン大学
  - ジョージ・メイソン大学
- イギリス
  - UCA芸術大学
  - ミドルセックス大学
  - レスター大学
  - サセックス大学
  - イースト・アングリア大学
  - エクセター大学
- オーストラリア
  - サンシャインコースト大学
  - アデレード大学
  - サウスオーストラリア大学
  - グリフィス大学
  - マッコーリー大学
  - ディーキン大学
  - オーストラリア国立大学
  - シドニー大学
- カナダ
  - サイモンフレーザー大学
  - ウィニペグ大学
  - マニトバ大学

## 主な出身者
- マスコミ・文化・芸能
  - オダギリジョー

## 所在地
- 東京校：東京都新宿区高田馬場4-4-2ヒューマン教育センタービル
- 大阪校：大阪市中央区南船場4-3-2 ヒューリック心斎橋ビル9階